# Populus tremuloides
Populus tremuloides és una espècie de pollancre caducifoli originari d'Amèrica del Nord i és una de les diverses espècies que en anglès reben el nom d’aspen. Aquesta espècies rep el nom comú en anglès de quaking aspen que normalment es tradueix per trèmol (de l'espècie europea diferent Populus tremula), trembling aspen, American aspen, Quakies, mountain o golden aspen, trembling poplar, white poplar, popple, i encara més noms en anglès. Aquests arbres fan fins a 25 m d'alt amb l'escorça llisa i pàl·lida amb parts negres. El nom de quaking o trembling (‘tremolador’ de les seves fulles és pel fet que aquestes tenen un pecíol flexible i aplanat que amb el vent sembla que tremolin. L'epítet específic tremuloides, significa el mateix que el tremula del Populus tremula, el trèmol europeu.
Aquest pollancre té una àmplia distribució a Amèrica del Nord es troba des del Canadà al Mèxic Central. És l'espècie que defineix el bioma Aspen parkland a l'oest del Canadà. La distribució cap al nord està limitada per la seva intolerància al permagel. Al Canadà es troba arreu excepte a Nunavut. Als Estats Units arriba fins a la serralada Brooks Range d'Alaska. Creix fins a gran altitud en el cas Mèxic (estat de Guanajuato).

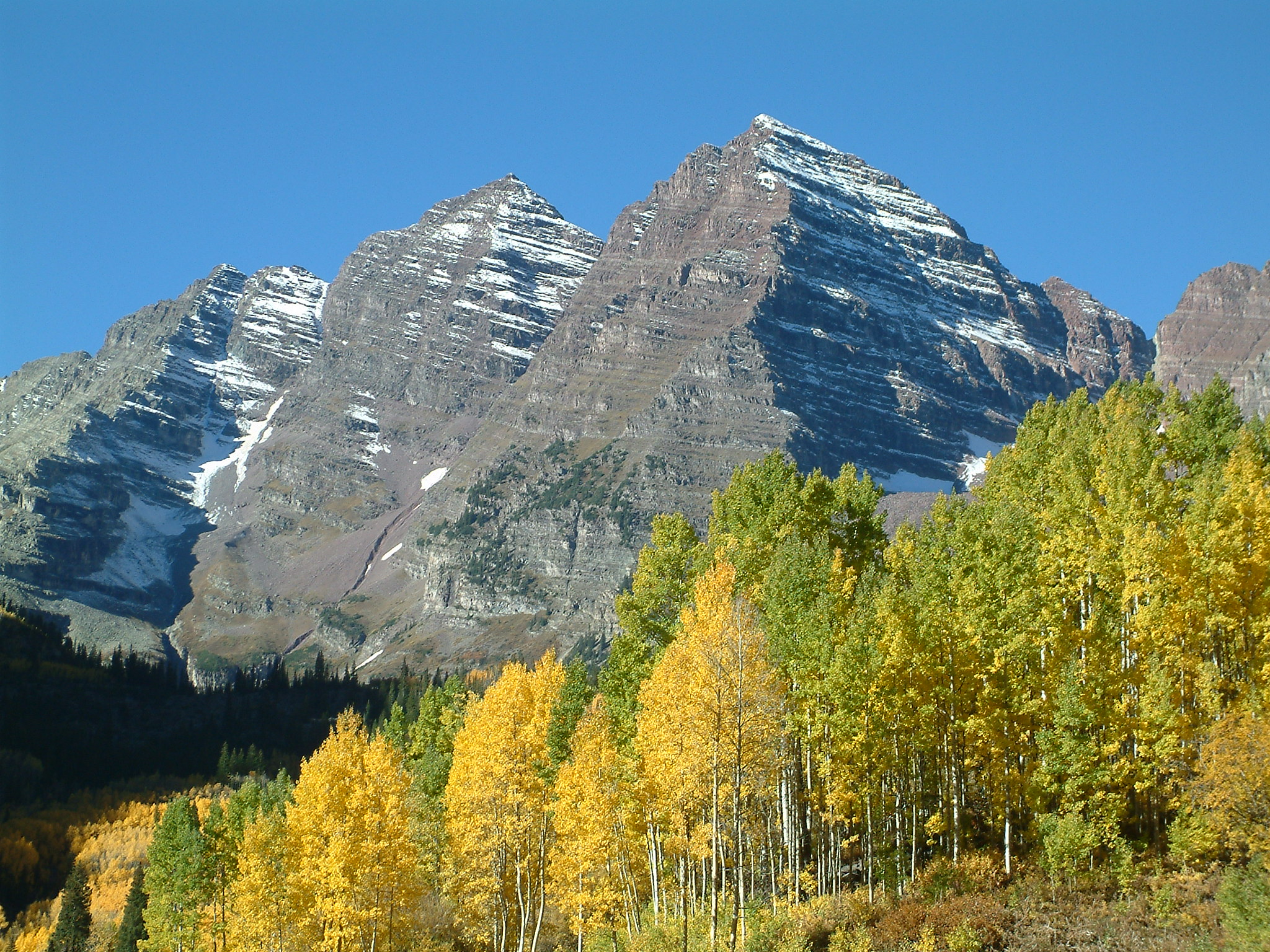
P. tremuloides prop d'Aspen (Colorado)

És un arbre de creixement ràpid. Les fulles dels arbres adults fan de 4 a 6 cm de diàmetre i són dentades, però la dels arbres joves poden ser més grosses (de 10 a 20 cm). Els pecíols fan de 3 a 7 cm de llargada. És una planta dioica. Floreix en aments de 4–6 centímetres. El fruit és en càpsules que contenen llavors cadascuna amb un plomall cotonós que serveix per a dispersar-la a principis d'estiu.

L'escorça de P. tremuloides va ser utilitzada pel natius americans i els pioners com un substitut de la quinina. Com la d'altres pollancres la seva fusta és un combustible deficient. Les seves fulles alimenten diverses erugues. Al Canadà principalment se'n fa pasta de paper. També es fa servir per a fer mobles i caixes entre d'altres. La superfície ocupada per aquests arbres ha davallat molt en els segles xix i xx per les tallades i l'ocupació agrícola de la seva zona natural.